# Wu Jinyan
Wu Jinyan (吴谨言S; Chengdu, 16 agosto 1990) è un'attrice cinese, conosciuta per i suoi ruoli nelle serie televisive Fenghuo jiarén (2014) e Yanxigong luè (2018).

## Filmografia

### Cinema
- Wanyouyinlì (万有引力S, WànyǒuyǐnlìP) (2011)
- Lao pào er (老炮儿S, Lǎo pào erP), regia di Guan Hu (2015)
- Wu wèn xi dong (无问西东S, Wú wèn xī dōngP) (2018)
- Shuo zou jiù zou zhi bù shuo zàijiàn (说走就走之不说再见S, Shuō zǒu jiù zǒu zhī bù shuō zàijiànP) (2018)

### Televisione
- Qinhai hua er (青海花儿S, Qīnghǎi huā erP) – serie TV (2012)
- Pingfeng meirén (屏风美人S, Píngfēng měirénP) – film TV (2013)
- Xin bianji bù gùshì (新编辑部故事S, Xīn biānjí bù gùshìP) – serie TV (2013)
- Fenghuo jiarén (烽火佳人S, Fēnghuǒ jiārénP) – serie TV (2013)
- Shàonian sì dàming bu (少年四大名捕S, Shàonián sì dàmíng bǔP) – serie TV (2014)
- Shàonian shéntàn dirénjié (少年神探狄仁杰S, Shàonián shéntàn dírénjiéP) – serie TV (2014)
- Duoqing jiangshan (多情江山S, Duōqíng jiāngshānP) – serie TV (2015)
- Jizhàn (激战S, JīzhànP) – serie TV (2015)
- Xiùlì jiangshan zhi chang ge xing (秀丽江山之长歌行S, Xiùlì jiāngshān zhī cháng gē xíngP) – serie TV (2016)
- Jian feng zhi lièyàn qingchun (尖锋之烈焰青春S, Jiān fēng zhī lièyàn qīngchūnP) – serie TV (2016)
- Meirén ru yù jiàn ru hong (美人如玉剑如虹S, Měirén rú yù jiàn rú hóngP) – serie TV (2016)
- Shouhù lìrén (守护丽人S, Shǒuhù lìrénP) – serie TV (2017)
- Shouwèi zhe - Fu chu shuimiàn (守卫者-浮出水面S, Shǒuwèi zhě - Fú chū shuǐmiànP) – serie TV (2017)
- Tian lèi chuanqi zhi fènghuang wushuang (天泪传奇之凤凰无双S, Tiān lèi chuánqí zhī fènghuáng wúshuāngP) – serie TV (2017)
- Feng qiu huang (凤囚凰S, Fèng qiú huángP) – serie TV (2018)
- Yanxigong luè (延禧攻略S, Yánxǐgōng lüèP) – serie TV (2018)
- Wàitan zhong sheng (外滩钟声S, Wàitān zhōng shēngP) – serie TV (2018)
- Hàolan chuan (皓镧传S, Hàolán chuánP) – serie TV (2019)
- Ni shì wo de da'àn (你是我的答案S, Nǐ shì wǒ de dá'ànP) – serie TV (2019)

## Riconoscimenti
- 2014 – Shanghai Television Festival
  - Candidatura Attrice più popolare per Fenghuo jiarén
- 2018 – Huading Award
  - Miglior attrice (drama storico) per Yanxigong luè[3]